# Lac Sister
Pour les articles homonymes, voir Sister.
Le lac Sister (en anglais : Sister Lake) est un lac américain dans le comté de Tuolumne, en Californie. Il est situé à 2 914 mètres d'altitude au sein de la Yosemite Wilderness, dans le parc national de Yosemite.